# Fondo
Fondo là một đô thị ở tỉnh Trento ở vùng Trentino-Alto Adige/Südtirol của Ý, tọa lạc cách 40 km về phía bắc của Trento. Tại thời điểm ngày 31 tháng 12 năm 2004, đô thị này có dân số 1.462 người và diện tích là 30,8 km².
Đô thị Fondo có các frazioni (đơn vị trực thuộc, chủ yếu là các làng) Tret and Vasio.
Fondo giáp các đô thị: Brez, Castelfondo, Malosco, Ronzone, Sarnonico, Eppan an der Weinstraße và Unsere Liebe Frau im Walde-St.Felix.